# Ferdinand Menčík
Ferdinand Menčík (29. května 1853 Vitiněves – 10. červenec 1916 Vídeň) byl český literární a divadelní historik a knihovník.

## Život
Ferdinand Menčík pocházel z rolnické rodiny. Vystudoval gymnázium v Jičíně v roce 1872, filozofii v Praze a Vídni. V roce 1876 se stal správcem vídeňské Dvorské knihovny, v roce 1884 lektorem řeči a literatury české na Vídeňské univerzitě, od roku 1898 byl archivářem hraběte Jana Harracha. Díky vlivu Ferdinanda Menčíka se 15. září 1895 v Jičíně ustavil Muzejní spolek. Uveřejňoval v Českém časopise muzejním, v letech 1884–1891 byl dopisujícím členem Královské české společnosti nauk, v letech 1891–1893 členem České akademie. Byl jmenován rytířem řádu Františka Josefa a rytířem ruského řádu sv. Anny III. třídy.
Jeho syn Alexander Menčík (1883–1973) byl okresním hejtmanem v Prostějově, dcera Marie Menčíková (1892–1954) se v roce 1912 provdala za podnikatele Tomáše Baťu.

## Dílo
- Česká proroctví, 1878

- I. S. Turgeněv a jeho spisy (1878) [1]
- Zápisky kněze Václava Rosy, 1879
- Připravil komentované vydání Štítného Knížek o hře šachové (1879)
- Hra v šachy, Světozor XII 395
- Redigoval Kalendář Čechů vídeňských na rok 1894, v něm je autorem životopisných medailonků a článků:[zdroj?]
  - Albert Jan Kalandra
  - Antonín Rybička
  - Josef Rupert Maria Přecechtěl
  - Václav Šamánek
  - Alois Pravoslav Trojan
  - Karel Varhánek
  - Kníže Karel Schwarzenberg
  - prof. dr. Edvard Albert
  - Tomáš Srpek
  - Vojmír Měřínský
- Památník vydaný roku 1888 o jubilejní slavnosti ochotnického spolku Pokroku ve Vídni (1888) [2]
- Příspěvky k dějinám starší české literatury (1892) – Prešpurský slovník [3]
- Jan Kollár, pěvec slovanské vzájemnosti, 1893[4]
- Soudní kniha města Jičína od roku 1362 do roku 1407 (1898)
- Jan Hrabě Harrach (1898) – k sedmdesátiletým narozeninám [5]
- Dějiny města Jičína až do roku 1620, 1902
- Dopisy M. Matouše Kollína z Chotěřiny (1914) [6]

### Ottův slovník naučný
Přispíval do Ottova slovníku naučného pod značkou Mík. Je autorem hesel:
- Jičín (část)